# Medayu (Suruh)
Medayu is een bestuurslaag in het regentschap Semarang van de provincie Midden-Java, Indonesië. Medayu telt 2404 inwoners (volkstelling 2010).